# Gut Horn
Das Gut Horn ist ein Rittersitz und eine ehemalige Burg südlich des Ortsteils Gristede in der Gemeinde Wiefelstede im niedersächsischen Landkreis Ammerland.

## Geschichte
Die Burg Horn wurde in der zweiten Hälfte des 13. Jahrhunderts durch die Ritter Mule gegründet. Diese hatten das Land bei Gristede 1247 im Tausch mit den Grafen von Oldenburg gegen ihre Delmenhorster Ländereien bekommen.
1456 übertrug der Ritter Rembert Mule seinen gesamten Besitz an den Oldenburger Grafen und erhielt ihn als Lehen zurück. Im späten 15. Jahrhundert. wurden die Herren von Westerholt mit der Burg belehnt, die später zu ihrem Eigengut wurde. Zwischen 1636 und 1641 wurde die Burg abgerissen und durch ein neues Herrenhaus ersetzt, an der Stelle des Speichers wurde ein Garten angelegt. Nachdem das Geschlecht von Westerholt in Folge eines Duells im Mannesstamm ausstarb, ging Gut Horn im Erbgang an einen Junker von Bilsky. Nach dessen kam das Gut über Jacob Friedrich von Varendorff an die Familie Ovie. 1858 wurde das existierende klassizistische Herrenhaus errichtet. Das alte Gutshaus wurde als Stallgebäude weiterverwendet, brannte aber noch im selben Jahr ab und wurde 1859 durch ein Gulfhaus ersetzt. Die nördliche Hälfte des Burggrabens wurde 1884 verfüllt. Das Herrenhaus wurde 1914 aufgestockt. 2005 kam das Gut an die heutigen Eigentümer und wurde renoviert.

## Beschreibung der Burg
Die Burgstelle war von einem trapezförmigen Wall mit vorgelagertem Graben umgeben, der durch die Aue mit Wasser gespeist wurde. Auf der Burgfläche stand ein Wohn-Stall-Haus. Südlich von ihm befand sich ein unterkellerter, quadratischer Speicher von 5,30 m Seitenlänge, der von einem eigenen, 6 m breiten Wassergraben umgeben war. Speicher und Haus waren mit einem Steg verbunden. Der Zugang zur Burg erfolgte über eine Zugbrücke, die unmittelbar zum Eingangstor des Bauernhauses führte. Eine 1292 erwähnte Kapelle ist wahrscheinlich schon im 16. Jahrhundert wieder abgerissen worden.
Auf der Burgstelle fanden in den Jahren 1953/54 Ausgrabungen unter der Leitung von Dieter Zoller statt. Die Keramik datiert vom 13. bis 17. Jahrhundert und bestätigt somit den aus den Schriftquellen bekannten Nutzungszeitraum der Burg.